# إستر ريجينا
إستر ريجينا (بالإسبانية: Esther Regina)‏ هي لغوية وممثلة إسبانية، ولدت في القرن العشرين في مدريد في إسبانيا.

## وصلات خارجية
- الموقع الرسمي
- إستر ريجينا على موقع IMDb (الإنجليزية)
- إستر ريجينا على موقع ألو سيني (الفرنسية)
- إستر ريجينا على موقع قاعدة بيانات الفيلم (الإنجليزية)